# Dadaya
Dadaya ist eine Siedlung in Simbabwe.

## Geografie
Der Ort liegt nahe der Belvedere Mine, 18 km westlich der Stadt Zvishavane, im Distrikt Zvishavane Rural, in der Provinz Midlands. Dadaya befindet sich auf einer Schleife des Flusses Ngesi, einem rechten Nebenfluss des Runde.
Etwa 4 km nordöstlich von Dadaya Mission liegt das Wohngebiet Dadaya Siding. Dadaya Mission und Dadaya Siding werden in der Statistik Simbabwes stets getrennt ausgewiesen.

## Dadaya High School
Der Ort besteht vor allem aus der Dadaya High School. Sie wurde hier 1934 von Sir Garfield und Grace Todd gegründet. In ihr sind aktuell (2024) 800 Studenten eingeschrieben. Dennis Liwewe und der simbabwische Politiker Ndabaningi Sithole haben in Dadaya Mission die Schule besucht und Robert Mugabe hat hier unterrichtet.